# Єжи Павловський
Єжи Владислав Павловський (пол. Jerzy Władysław Pawłowski, нар. 25 жовтня 1932, Варшава, Польща — 11 січня 2005, Варшава, Польща) — видатний польський фехтувальник на шаблях, олімпійський чемпіон (1968), триразовий срібний призер (двічі 1956 та 1960) та бронзовий призер (1964) Олімпійських ігор, семиразовий чемпіон світу, подвійний агент.

## Біографія
Павловський народився у Варшаві, у сім'ї автомеханіка. Фехтуванням почав займатися пізно, у віці 16 років, сконцентрувавшись на шаблі. Вже через рік став членом польської команди шаблістів. У 1952 році став тренуватися у воєнно-спортивному клубі «Легія». У віці 19 років дебютував на Олімпійських іграх, що проходили у Гельсінкі. Павловський взяв участь не тільки в індивідуальному турнірі шаблістів, але і рапіристів, однак добитися успіху йому не вдалося.
У 1953 виграв срібну медаль на чемпіонаті світу до 21 року, а також був частиною команди Польщі, яка виграла бронзову медаль на чемпіонаті світу в Брюсселі. Це медаль була першим успіхом польських спортсменів на чемпіонаті світу з 1934 року. Наступного чемпіонату світу, в Люксембурзі, в індивідуальній першості став четвертим, а в командній першості другим.
На своїх других Олімпійських іграх у 1956 році виграв дві срібні медалі, у фіналі індивідуальниго турніру, поступившись угорському спортсмену Рудольфу Карпаті, а командного турніру – збірній Угорщини. Наступного року Павловський вперше в кар'єрі став чемпіоном світу в індивідуальній першості. Протягом подальшої своєї кар'єри, це досягнення спортсмену підкорялося ще двічі, у 1965 та 1966 роках. 
Чоловіча збірна Польщі з фехтування на шаблях, на чолі з Павловським, в період 1959 по 1963 чотири рази підряд перемагала на чемпіонатах світу. Однак, здобути олімпійське золото їм так і не вдалося: на Олімпійських іграх 1960 року вони програли у фіналі збірній Угорщини, а в 1964 році програли у півфіналі Радянському Союзу та перемогли Францію у поєдинку за бронзу. Індивідуальні змагання для Павловського на цих Олімпійських іграх склалися не дуже вдало: в 1960 році спортсмен став шостим, а в 1964 році програв у матчі за вихід у чвертьфінал. Цікавим є те, що на Олімпійських іграх 1964 року спортсмен брав участь не тільки у змаганнях шаблістів, але і був у складі команди шпажистів, з якими зайняв 5 командне місце.
У 1967 році спортсмен мав змогу втретє підряд стати чемпіоном світу в індивідуальній першості, однак у фіналі програв радянському фехтувальнику Марку Ракиті. Павловський взяв реванш у Ракити у фіналі Олімпійських ігор 1968 року, що проходили у Мехіко. Ця перемога перервала гегемонію угорських фехтувальників у чоловічій шаблі, які протягом 48 років ставали олімпійськими чемпіонами на дев'яти Олімпійських іграх підряд. Команда Польщі не зуміла четвертий раз підряд здобути медаль у командному турнірі, ставши п'ятими.
На своїх шостих та останніх Олімпійських іграх, що відбувалися у Мюнхені, спортсмен виступив не дуже вдало, не зумівши вийти у фінальну частину змагань індивідуального турніру та ставши п'ятим з командою.
За всю свою спортивну кар'єру спортсмен двічі визнавався найкращим польським спортсменом року за опитуванням газети Przegląd Sportowy: у 1957, коли неочікувано для всіх став першим в історії Польщі чемпіоном світу в індивідуальній першості (ця перемога була настільки неочікуваною, що в організаторів світової першості не було запису гімну Польщі) та у 1968, коли став олімпійським чемпіоном.
У 1968 році спортсмен закінчив юридичний факультет Варшавського університету, працював в Воєнно-політичній академії імені Фелікса Дзержинського у Варшаві. Був нагороджений Офіцерським хрестом ордена Відродження Польщі. У 1968 році Павловському було присвоєно військове звання підполковник Війська Польського.
Павловський був не тільки героєм серед фехтувальників. Його книга «Труд олімпійського золота», 1973 р., його регулярні виступи на телебаченні, розмови зі спортивними клубами та військовими підрозділами, зробили його популярним по всій Польщі. Він отримував найвищі нагороди, якими тільки може нагородити держава. Своїми виступами спортсмен спричинив популяризацію фехтування по всій країні. Будучи в статусі чинного спортсмена, у 1970 році Павловський очолив національну федерацію фехтування.
Про статус Павловського в суспільстві говорить його заможність. Спортсмен їздив на автомобілі Mercedes 300 – такий автомобіль мав прем'єр-міністр Польщі. Жив у п'ятикімнатній квартирі у центрі Варшави, в якій було багато антикварних меблів, дорогих книг та красивих картин. Павловський володів декількома мовами, а його оманливий шарм допоміг йому нажити багато друзів.
Тоді він просто зник, "він ніби впав через землю", як стверджував один польський журналіст. Літом почали з'являтися новини, що його заарештували "за злочини проти інтересів держави". Виявилося, що розвідник НАТО у 1974 році визнав, що одним з 5 агентів з яким він співпрацював був "Pawel" – основний псевдонім Павловського (окрім цього його псевдонімами були "Gracz" і "The Card Player", бо він дуже любив грати в карти. Спортсмена взяли під варту якраз перед тим, як його оголосили найвидатнішим польським спортсменом. Журнал Time назвав його "безперечним спортивним героєм Польщі". Таким чином, як стверджує Ней-Зуртер Цайтунг, "новина про його арешт шокувала польську громадськість, особливо армію та молодь, для якої він був майже національним ідолом". Майже негайно впливові діячі польського уряду та армії намагалися приховати справу від очей громадськості. Російський представник Верховного командування Варшавського договору вимагав смертної кари. Павловського допитували два з половиною місяці. В ході слідства було встановлено, що він був подвійним агентом: з 1950 року співпрацює з польськими спецслужбами під псевдонімом «Чесний», а з 1964 з НАТО, під псевдонімом «Pawel». Спортсмена притягнули до суду військовим трибуналом, який відбувався таємно. Він дав йому вирок, який не мав права підпорядковуватися польському законодавству – 25 років позбавлення волі з позбавленням майна та громадянських прав на термін 10 років, за шпигунство "від імені невизначеної країни НАТО". Багато хто говорив, що спортсмену винесли такий вирок, а не смертну кару, через його хороше знайомство з прем'єр-міністром Войцехом Ярузельським. Суд аргументував такий вирок тим, що Павловський визнав свої злочини, розкрив всі свої контакти та докладно розповів про свою шпигунську діяльність.
Один з друзів Павловського, відомий письменник Єжи Косинський, представив цю справу у своєму романі «Побачення наосліп», в якому розповідається, "ЄП ... найкращий фехтувальник усіх часів", який був заарештований та відведений у "військову фортецю", де його рука, якою він фехтує, була зламана його допитувачем. За відсутності офіційних версій, цей абсолютно фіктивний опис стали приймати за правду.
Арешт Павловського мав негативні наслідки. Ряд інших офіцерів було затримано та засуджено за подібні звинувачення. Було опитано близько 120 польських фехтувальників. Відбулася заміна декількох старших офіцерів, і навіть було звільнено голову польського флоту. Що стосується таємниць які він передавав, багато хто стверджує, що вони стосуються радіолокаційних кодів для військових літаків. Його знаменитість дала йому невеликий вплив у в'язниці. Включаючи Павловського, в тюремній камері було сім чоловіків, педофіли, психопати - "найгірші типи - люди на межі суспільства". Йому було дозволено 112 польських злотих на тиждень, 1 лист на місяць та 2 посилки на рік. Павловський став неофіційним адвокатом ув'язнених, допомагаючи з їхніми листами до влади. Спортсмен захопився малюванням, спершу малюючи аквареллю за допомогою тюремної зубної щітки. Павловський став досить вправним художником, найкраще йому вдавалися пейзажі. Одного разу Єжи грав у шахи з в'язнем, який потерпав через мігрені. Він поклав йому руки на голову і за допомогою біоенергетики зняв йому головні болі. Через 10 років і 44 дні після його ув'язнення, 11 червня 1985 року спортсмена було помилувано. Його перевезли з в'язниці в Барчево на Глінікський міст між Потсдамом і Берліном, де мав відбутися обмін шпигунами. В останній момент спортсмен заявив, що не планує емігрувати на Захід, а хоче повернутися до Польщі.
Після того, як спортсмена звільнили він вирішив повернутися до фехтування. Він вирушив до одного з основних варшавських фехтувальних клубів, кинувши виклик молодим спортсмена, вигравши майже кожний бій. Через декілька тижнів Павловський змагався у кваліфікаційному турнірі, але вирішив не виходити у фіналі. Наступним турніром мав бути чемпіонат Польщі, але батьки молодих спортсменів пожалілися у польську федерацію фехтування, бо вони не хотіли, щоб їхні діти змагалися зі зрадником. Це був останній раз коли Павловський виходив на фехтувальну доріжку.
Коли Паловський вийшов на волю він намагався очистити своє ім'я, вийшовши на міністра, який розслідував його справу. Після того як Павловський почав проголошувати промови про свою невинність, уряд ухвалив рішення оприлюднити деякі матеріали справи. У 1991 році у провідному польському часописі «Prawo i Zycie» ("Право і життя") була опублікована інформація, що Павловський шпигував з 1955 року на користь держави проти своїх товаришів по команді, про те які спортсмени підтримують Ізраїль у війні на Близькому Сході. Його шпигунство різко припинилося у березні 1962 року, коли він був засуджений за використання свого становища "в особистих цілях". Ця та подібні статті завдали ще більших втрат репутації спортсмена. У 1994 році спортсмен написав свою другу книгу Najdluzszy Pojedynek («Мій найдовший поєдинок»), в якій розповідається виключно про його дні як шпигуна. Одним з моментів книги є розповідь про "контрзаходи" КГБ проти спортсмена, в тому числі два замахи на вбивство.
У 2000 році Павловський подав судовий позов проти двох журналістів, які, як він вважав, оббрехали його. Вони стверджували що перебуваючи у в'язниці він погодився шпигувати проти ув'язнених. На волі Єжи продовжував займатися малювати та займатися біоенерготерапією. До свого ув'язнення Павловський мав славу, необмежену кількість подорожей та заможне життя. Він був мільярдером (злотим), з доходами від ресторану та овечої ферми. То що змусило його шпигувати? Він говорив: "Моє серце польське, мій розум американський"; багато східноєвропейських фехтувальників сміялися з того що його мотиви були ідеологічні: "З Єжи завжди були гроші". "Єжи завжди любив ризикувати", пояснював його давній друг та суперник: азартні ігри змушували виділятися адреналін – і якщо це змога заробити багато грошей і змусити росіян страждати, то що може бути краще. Але ризик був у його серці: це те, що зробило його таким хорошим фехтувальником.

## Виступи на Олімпіадах
| Олімпіада      | Дисципліна           | Місце     |
| -------------- | -------------------- | --------- |
| Гельсінкі 1952 | індивідуальна рапіра | 4 г2 р2/4 |
| Гельсінкі 1952 | індивідуальна шабля  | 6 г2 р3/4 |
| Гельсінкі 1952 | командна шабля       | 5         |
| Мельбурн 1956  | індивідуальна шабля  | 2         |
| Мельбурн 1956  | командна шабля       | 2         |
| Рим 1960       | індивідуальна шабля  | 6         |
| Рим 1960       | командна шабля       | 2         |
| Токіо 1964     | індивідуальна шабля  | 9         |
| Токіо 1964     | командна шабля       | 3         |
| Токіо 1964     | командна шпага       | 5         |
| Мехіко 1968    | індивідуальна шабля  | 1         |
| Мехіко 1968    | командна шабля       | 5         |
| Мюнхен 1972    | індивідуальна шабля  | 4 г1 р4/5 |
| Мюнхен 1972    | командна шабля       | 5         |